# Heinz Eckert
Heinz Eckert (* 1. Juli 1929 in Plettenberg; † 2. Februar 2015 in Münster) war ein deutscher Musiker und Komponist.

## Leben und Wirken
Heinz Eckert wurde 1929 in sauerländischen Plettenberg geboren. Er erlernte zunächst das Spiel des Klaviers, später des Akkordeons. Kurz vor dem Ende des Zweiten Weltkrieges wurde er noch in Kierspe eingesetzt. Musik studierte Heinz Eckert am Konservatorium Dortmund. In den folgenden Jahren war er als Pianist mit wechselnden Bandbesetzungen im In- und Ausland unterwegs.
Er schrieb u. a. die Musiktitel Samba Brazil und Halt mal die Sonne an. 1994 erhielt Heinz Eckert eine Goldene Schallplatte. Insgesamt schrieb er über 300 Musikwerke vom Volkslied Wir ziehen der Sonne entgegen bis zum Schlager Mal etwas Beat mal etwas Swing. Einer seiner bekanntesten Hits war Halt mal die Sonne an. 
Heinz Eckert produzierte Gruppen wie die „First Ladies“ und „Swingin Girls“. In deren Stimmführung notierte er im dreistimmigen Satz die Melodiestimme in der zweiten Stimme und erzielte so einen neuen Sound. Im Kölner Karneval wurde er bekannt als Chorleiter der „Kölschen Mösche“. Er spielte als Pianist und produzierte unter anderem mit Heinz Kretschmar und Roland Höppner. Eckert war auch Mitarbeiter beim Musikverlag Bosworth und Co in Köln und freier Mitarbeiter beim WDR Köln.